# 羅斯伍德 (密蘇里州)
羅斯伍德（英語：Rosewood）是位於美國密蘇里州帕特南縣的非建制地區。

## 歷史
羅斯伍德的郵局於1897年設立，其後於1908年停運。

## 地理
羅斯伍德所處的海拔為高於海平面305米（即1001英呎），而該地所採用的時區為UTC-6，即北美中部時區（CST）。同時該地設有夏令時間，為UTC-6調快一小時，即UTC-5（CDT）。